# Bruzdonos
Bruzdonos (Nycteris) – rodzaj ssaków latających z rodziny bruzdonosowatych (Nycteridae). 

## Rozmieszczenie geograficzne
Rodzaj obejmuje gatunki zamieszkujące tropikalne i subtropikalne obszary Afryki, Półwyspu Arabskiego i południowo-wschodniej Azji, w tym obszary pustynne. Jeden z gatunków (pospolity w Egipcie bruzdonos egipski (Nycteris thebaica)) podawany był z greckiej wyspy Korfu, inny zaś – bruzdonos owłosiony (Nycteris hispida) – z Sycylii, co dawałoby przyczynę do umieszczenia ich na liście ssaków Europy. Jednak obecnie stwierdzenia te są kwestionowane lub przypisuje się je zawleczeniom pojedynczych osobników przez człowieka. 

## Charakterystyka
Długość ciała (bez ogona) 38–90 mm, długość ogona 37–84 mm, długość ucha 19–37 mm, długość tylnej stopy 7–17 mm, długość przedramienia 32–65 mm; masa ciała 4–43 g. Większość przedstawicieli rodziny żywi się dużymi owadami i innymi stawonogami (np. skorpionami) zbieranymi z powierzchni gruntu. Największy bruzdonos – bruzdonos wielki (Nycteris grandis) – może polować również na drobne kręgowce, np. ptaki.

## Systematyka
Rodzaj zdefiniowali w 1795 roku francuscy przyrodnicy Étienne Geoffroy Saint-Hilaire i Georges Cuvier w artykule zatytułowanym Metodyka teriologiczna, opublikowanym w czasopiśmie „Magasin Encyclopédique”. Autorzy w oryginalnym opisie nie wskazali gatunku typowego; w ramach późniejszego oznaczenia w 1929 roku Międzynarodowa Komisja Nomenklatury Zoologicznej na typ nomenklatoryczny wyznaczyła bruzdonosa owłosionego (N. hispida).

### Etymologia
- Nycteris (Nicteris, Nycterus): gr. νυκτερις nukteris, νυκτεριδος nukteridos ‘nietoperz’[12].
- Petalia (Pelatia): etymologia niejasna, Gray nie podał znaczenia nazwy rodzajowej[13]. Gatunek typowy (oznaczenie monotypowe): Nycteris javanica É. Geoffroy Saint-Hilaire, 1813.
- Nycterops: rodzaj Nycteris É. Geoffroy Saint-Hilaire & G. Cuvier, 1795; ωψ ōps, ωπος ōpos ‘wygląd, oblicze’[14]. Gatunek typowy (oznaczenie monotypowe): Nycterops pilosa J.E. Gray, 1866 (= Vespertilio hispidus von Schreber, 1774).

### Podział systematyczny
Do rodzaju należą następujące gatunki:
| Grafika | Gatunek             | Autor i rok opisu               | Nazwa zwyczajowa     | Podgatunki         | Rozmieszczenie geograficzne | Podstawowe wymiary                                           | Status IUCN |
| ------- | ------------------- | ------------------------------- | -------------------- | ------------------ | --- | ------------------------------------------------------------ | ----------- |
|         | Nycteris arge       | O. Thomas, 1903                 | bruzdonos równikowy  | gatunek monotypowy | nierównomiernie w lesie tropikalnym w Afryce Zachodniej i Środkowej, od Sierra Leone na wschód do południowo-zachodniej Kenii i północno-zachodniej Tanzanii, na południe do Angoli oraz wyspa Bioko (Gwinea Równikowa); zakres wysokości: do 1000 m n.p.m.                                                            | DC: 5–6,5 cm DO: 4,2–6,1 cm DP: 3,9–4,6 cm MC: 6–11 g        | LC          |
|         | Nycteris intermedia | Aellen, 1959                    | bruzdonos pośredni   | gatunek monotypowy | bardzo nierównomiernie w lesie tropikalnym Afryce Zachodniej i Środkowej w Gwinei, Liberii, Wybrzeżu Kości Słoniowej, Ghany, Kamerunu, Gabonu, północno-wschodniej Demokratycznej Republiki Konga, północno-zachodniej Tanzanii oraz północno-wschodniej Angoli                                                        | DC: 4–5 cm DO: 4,1–5,3 cm DP: 3,6–3,8 cm MC: 6–9 g           | LC          |
|         | Nycteris nana       | (Andersen, 1912)                | bruzdonos malutki    | gatunek monotypowy | nierównomiernie w tropikalnym, lesie w Wybrzeżu Kości Słoniowej, Ghanie, Kamerunie, Gwinei Równikowej, Demokratycznej Republice Konga, Sudanie Południowym, zachodniej Ugandzie, zachodniej Kenii, zachodnim Burundi i północnej Angoli; zakres wysokości: do 2100 m n.p.m.                                            | DC: 3,8–4,5 cm DO: 3,7–4,9 cm DP: 3,2–3,7 cm MC: 4–7 g       | LC          |
|         | Nycteris major      | (Andersen, 1912)                | bruzdonos duży       | gatunek monotypowy | bardzo nierównomiernie w lesie tropikalnym w Gwinei, Liberii, Wybrzeżu Kości Słoniowej, Kamerunie, Gabonie, północno-wschodniej Demokratycznej Republice Konga i północno-wschodniej Zambii | DC: 5,1–7,3 cm DO: 5,5–6,4 cm DP: 4,5–4,9 cm MC: 8–16 g      | DD          |
|         | Nycteris tragata    | (Andersen, 1912)                | bruzdonos sundajski  | gatunek monotypowy | nierównomiernie na Półwyspie Malajskim, Sumatrze i Borneo | DC: 6,8–7,3 cm DO: 7–7,8 cm DP: 4,6–5,5 cm MC: 13–22 g       | NT          |
|         | Nycteris javanica   | É. Geoffroy Saint-Hilaire, 1813 | bruzdonos jawajski   | gatunek monotypowy | endemit Indonezji: Jawa, Wyspy Kangean i Nusa Penida; bardzo wątpliwy w Timorze Zachodnim; zakres wysokości: 0–2500 m n.p.m. | DC: brak danych DO: brak danych DP: 4,3–5 cm MC: brak danych | VU          |
|         | Nycteris aurita     | (Andersen, 1912)                | bruzdonos uszaty     | gatunek monotypowy | nierównomiernie na sawannach w Afryce Wschodniej (Somalia, Etiopia, Sudan Południowy, Kenia i Tanzania) | DC: 4–5 cm DO: 4,5–5,6 cm DP: 3,7–4,5 cm MC: 6–12 g          | LC          |
|         | Nycteris grandis    | W.C.H. Peters, 1865             | bruzdonos wielki     | gatunek monotypowy | leśny pas od Senegalu na wschód do wschodniej Demokratycznej Republiki Konga, przybrzeżna Kenia, Tanzania i północno-wschodni Mozambik, rozproszony w Zambii, południowym Malawi, północnym Zimbabwe i zachodnio-środkowym Mozambiku                                                                                   | DC: 7–9 cm DO: 6–8,4 cm DP: 5,2–6,5 cm MC: 21–43 g           | LC          |
|         | Nycteris hispida    | (von Schreber, 1775)            | bruzdonos owłosiony  | gatunek monotypowy | tropikalna Afryka od Mauretanii i Senegalu na wschód do Etiopii, Kenii i Somalii, na południe do Angoli, Botswany, Zimbabwe i Mozambiku, najwyraźniej odizolowany we wschodniej Południowej Afryce | DC: 4–5 cm DO: 4,1–5,6 cm DP: 3,4–4,4 cm MC: 6–12 g          | LC          |
|         | Nycteris macrotis   | Dobson, 1876                    | bruzdonos wielkouchy | gatunek monotypowy | tropikalna Afryka od Senegalu na wschód do Sudanu, Etiopii, Somalii, Kenii i Tanzanii, na południe do północno-zachodniej Angoli, południowej Demokratycznej Republiki Konga, północno-wschodniej Botswany, północnego Zimbabwe i środkowego Mozambiku, również północny Madagaskar; zakres wysokości: 0–2200 m n.p.m. | DC: 4,5–7 cm DO: 4,5–6,5 cm DP: 4–5,5 cm MC: 15–18 g         | LC          |
|         | Nycteris parisii    | (De Beaux, 1924)                | bruzdonos skryty     | gatunek monotypowy | znany tylko z 4 stanowisk w północnym Kamerunie, południowej Etiopii i południowej Somalii | DC: 4,6–4,7 cm DO: 4,4–5 cm DP: 3,8–4,1 cm MC: około 7 g     | DD          |
|         | Nycteris woodi      | Andersen, 1914                  | bruzdonos sawannowy  | gatunek monotypowy | Zambia, Malawi, Zimbabwe, środkowy Mozambik i skrajnie północno-wschodnia Południowa Afryka (prowincja Limpopo); zakres wysokości: do 1250 m n.p.m. | DC: 4–4,8 cm DO: 4–4,5 cm DP: 3,5–4,2 cm MC: 7–9 g           | LC          |
|         | Nycteris gambiensis | (Andersen, 1912)                | bruzdonos gambijski  | gatunek monotypowy | Afryka Zachodnia od Senegalu na wschód do Nigerii, zapisy z południowo-wschodniego Kamerunu | DC: 4,5–5 cm DO: 4,5–5,5 cm DP: 3,5–4,4 cm MC: 7–9 g         | LC          |
|         | Nycteris thebaica   | É. Geoffroy Saint-Hilaire, 1818 | bruzdonos egipski    | gatunek monotypowy | od Senegalu na wschód do Somalii, na południe do Południowej Afryki (nieobecny w większości Kotliny Konga), na północ wzdłuż rzeki Nil do Lewantu, także Maroko, zachodnia Arabia Saudyjska i zachodni Jemen; zakres wysokości: 0–1500 m n.p.m.                                                                        | DC: 4–5,6 cm DO: 4–6,3 cm DP: 3,4–5,2 cm MC: 6–16 g          | LC          |

Kategorie IUCN:  LC  – gatunek najmniejszej troski,  NT  – gatunek bliski zagrożenia,  VU  – gatunek narażony,  DD  – gatunki o nieokreślonym stopniu zagrożenia.